# Sześć opowieści
Sześć opowieści (ang. A Set of Six) – zbiór sześciu opowiadań Josepha Conrada wydany w 1908. 
W Polsce zbiór wydany w 1924 w ramach Pism zbiorowych z przedmową Stefana Żeromskiego, przy czym opowiadania przełożyło trzech tłumaczy: opowiadania Gaspar Ruiz, Szpieg, Bestia i Pojedynek Wilam Horzyca, Il Conte Leon Piwiński, zaś Anarchistę Tadeusz Pułjanowski. W 1973 zbiór wyszedł w nowym tłumaczeniu Krystyny Tarnowskiej. 

## Zawartość
- Gaspar Ruiz (Gaspar Ruiz), po raz pierwszy opublikowane w „The Strand Magazine” w 1906
- Donosiciel (The Informer), po raz pierwszy opublikowany w „Harper's Magazine” w 1906
- Bestia (The Brute), po raz pierwszy opublikowany w „The Daily Chronicle” w 1906
- Anarchista (An Anarchist), po raz pierwszy opublikowany w „Harper's Magazine” w 1906
- Pojedynek (The Duel: A Military Story), po raz pierwszy opublikowany w „The Pall Mall Magazine” w 1908
- Il Conde (Il Conde), po raz pierwszy opublikowany w „Cassell's Magazine” w 1908

Zawarte w tomie opowiadania miały różne tłumaczenia: The Informer było tłumaczone jako: Szpieg i Donosiciel, The Duel jako Duel lub Pojedynek.

## Ekranizacje
- Pojedynek (The Duellists, 1977) – reż. Ridley Scott, wyst. Keith Carradine i Harvey Keitel,